# Prix de l'identité nationale
Le Prix de l'identité nationale (estonien : Rahvusmõtte auhind) est un prix décerné par l'Université de Tartu depuis 2004 à une personne dont les travaux ont favorisé la prise de conscience de l'unité nationale estonienne.

## Lauréats
- 2004 : Ilmar Talve
- 2005 : Veljo Tormis
- 2006 : Endel Lippmaa
- 2007 : Kaljo Põllu
- 2008 : Ain Kaalep
- 2009 : Ants Viires
- 2010 : Mats Traat
- 2011 : Vello Salo
- 2012 : Arvo Kruusement
- 2013 : Anu Raud
- 2014 : Toomas Paul
- 2015 : Arvo Valton
- 2016 Andres Sööt
- 2017 Fred Jüssi
- 2018 Kalle Kasemaa
- 2019 Hando Runnel
- 2020 Lea Tormis
- 2021 Erkki-Sven Tüür
- 2022 Viivi Luik
- 2023 Merle Karusoo
- 2024 Krista Aru